# Мијуки Изуми
Мијуки Изуми (јап. 泉 美幸; 31. мај 1975) бивша је јапанска фудбалерка.

## Репрезентација
За репрезентацију Јапана дебитовала је 1996. године. Са репрезентацијом Јапана наступала је на Олимпијским играма (1996). За тај тим одиграла је 5 утакмица.

## Статистика
| Јапан  | Јапан | Јапан |
| Год.   | Ута.  | Гол.  |
| ------ | ----- | ----- |
| 1996   | 5     | 0     |
| Укупно | 5     | 0     |